# Torreperogil

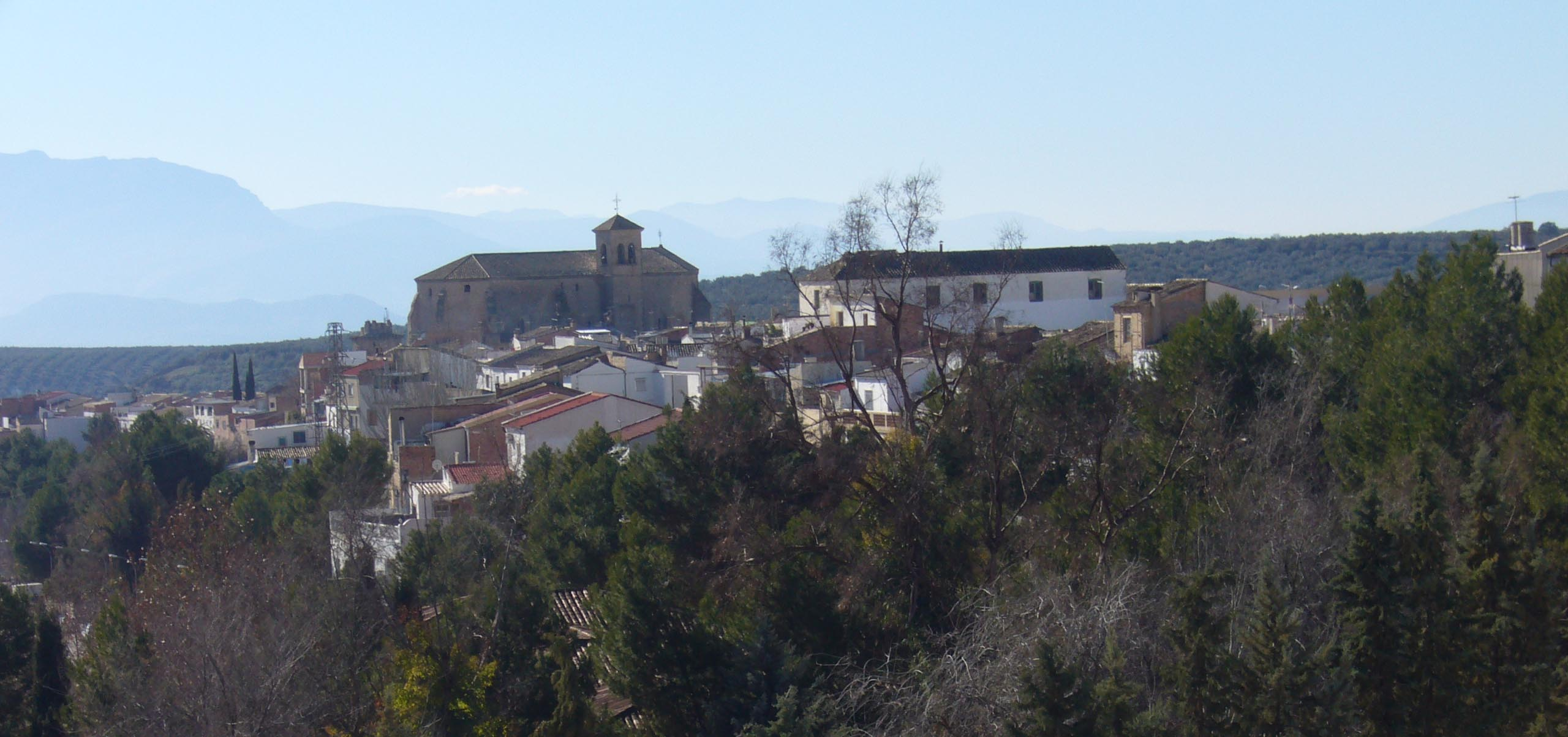
Torreperogil

Torreperogil is een gemeente in de Spaanse provincie Jaén in de regio Andalusië met een oppervlakte van 91 km². Torreperogil telt 7.468 inwoners (1 januari 2016).

## Demografische ontwikkeling
Bron: INE, 1857-2011: volkstellingen